# بروك إنغرام
بروك إنغرام (بالإنجليزية: Brock Ingram)‏ هو كاياكير أسترالي، ولد في 22 يناير 1977.

## وصلات خارجية
- بروك إنغرام على موقع الاتحاد الدولي للتجديف (الإنجليزية)
- بروك إنغرام على موقع اللجنة البارالمبية الأسترالية (الإنجليزية)